# 福智山
福智山（ふくちやま、ふくちさん）は福岡県北九州市小倉南区、直方市、田川郡福智町に跨る標高900.6mの山である。

## 概要
福智山は福岡県北部に位置する山で、北九州市、直方市、福智町の最高峰である。九州百名山のひとつに数えられ、福智山周辺は平尾台や皿倉山同様に北九州国定公園に含まれている。
2006年に麓の方城町、赤池町、金田町が合併して誕生した「福智町」の名前は、福智山に因んで名付けられた。その秀麗な姿から「筑豊の盟主」と謳われ、多くの人々に親しまれている。福智山を水源とする福智川（後述の福地川とは別）は上野峡を形成し、白糸の滝といった名所がある。
山腹に広がる豊かな森林は、直方市を流れる福地川（前述の福智川とは別）の水源林として古くから維持されており、日本の水源の森百選にも選ばれている。
付近には九州自動車道の福智山トンネルと金剛山トンネルが貫いている。
かつて山頂付近はスキー場として紹介されていた。
筑豊側では「ふくちやま」、北九州側では「ふくちさん」と呼ぶ人が多い。

## 見所

### 虎尾桜
福智山中腹（標高400メートル地点）にある推定樹齢600年、高さ23メートルのエドヒガンの桜。虎の尾を思わせるような枝の伸び方が名前の由来とされ、福岡県内では最古かつ最大の桜である。
上野登山口から徒歩で20分 - 30分。見頃は3月下旬から4月上旬頃。

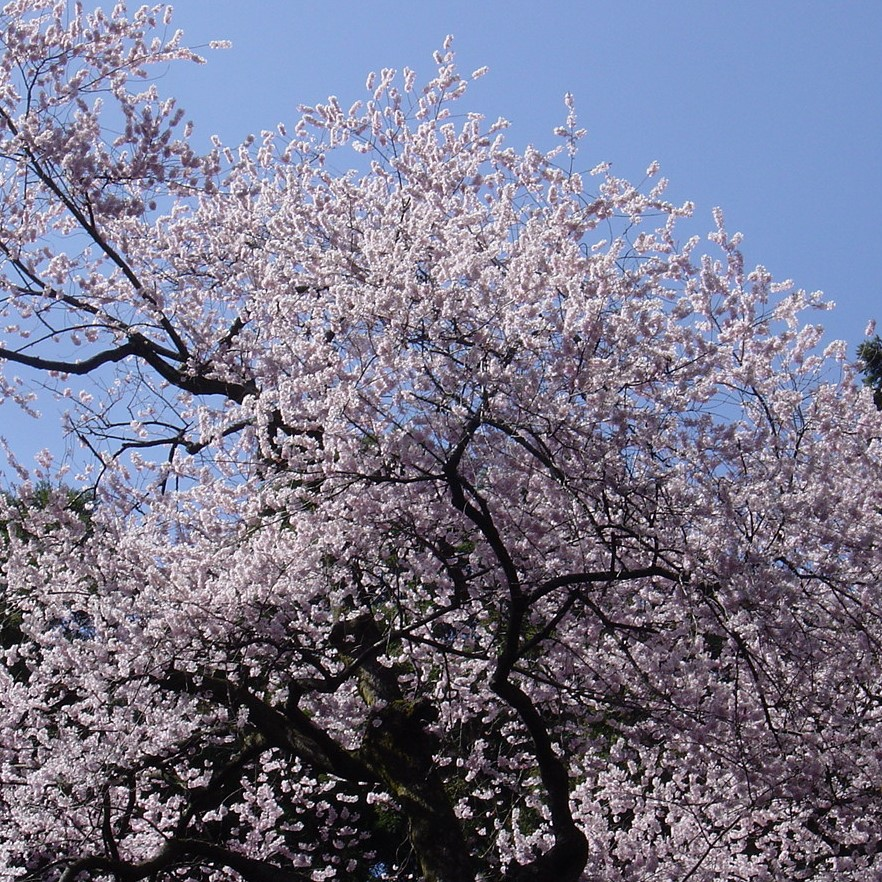
虎尾桜（福智山中腹）

### 福智山ろく花公園
直方市永満寺にある花公園。詳細は福智山ろく花公園の記事を参照。

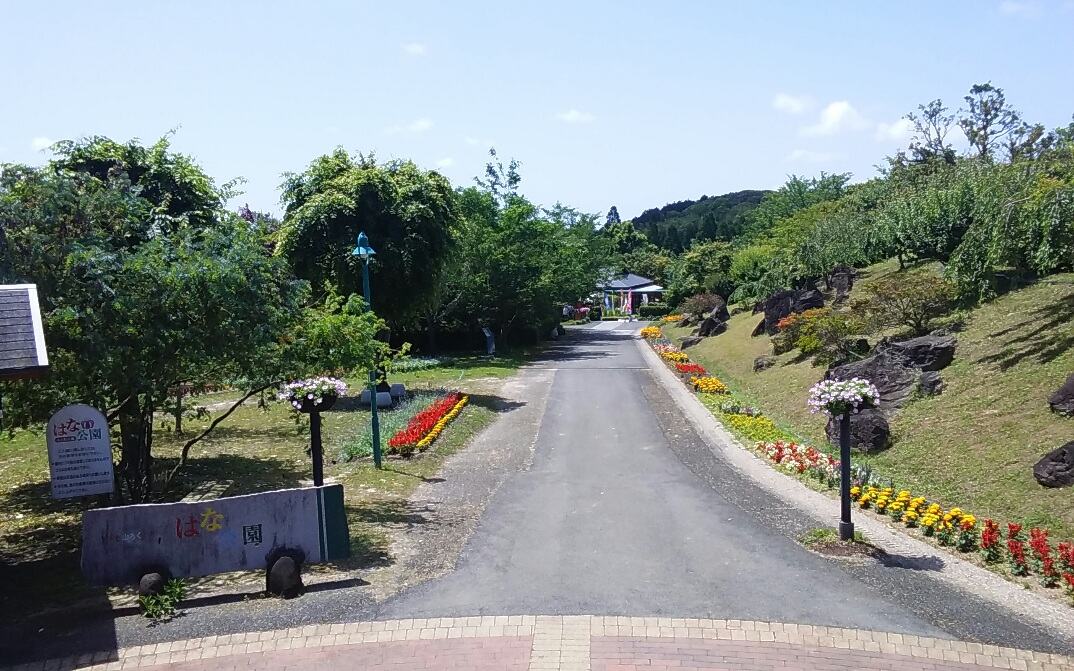
公園の入り口